# 212
212 је била преступна година.

## Догађаји
- Емилије Папинијан, један од најугледнијих римских правника из доба Септимија Севера, одбија да напише правно мишљење којим би се оправдало убиство ко-цара Гете које је наредио његов брат Каракала. Због тога му је у Риму одсечена глава у Каракалином присуству.
- Каракала негодовање у војсци због Гетиног убиства покушава да утиша издашним донацијама за војнике.
- Каракала издаје едикт (Каракалин едикт) којим су сви слободни поданици Римског царства проглашени римским држављанима.
- У Риму почиње изградња Каракалиних терми.
- Едеса постаје римска провинција.

## Смрти
- Емилије Папинијан, римски правник и префект преторија (р. 142)